# Sisca Folkertsma
Sisca Folkertsma, detta Sippie (Sloten, 21 maggio 1997), è una calciatrice olandese, centrocampista del PSV.

## Carriera

### Nazionale
Folkertsma inizia a essere convocata dalla federazione calcistica dei Paesi Bassi (Koninklijke Nederlandse Voetbal Bond - KNVB) nel 2013. Inserita dal responsabile tecnico della nazionale olandese Under-17 Maria van Kortenhof nella rosa delle giocatrici impegnate nella qualificazione alla fase finale del campionato europeo di categoria di Inghilterra 2014, fa il suo debutto nel torneo il 2 agosto 2013, nell'incontro valido per la prima fase di qualificazione e vinto sulle pari età dell'Ucraina, dove è anche autrice della rete che all'80' fissa il risultato sul 4-1. van Kortenhof la impiega in tutte le sei partite di qualificazione, dove contribuisce al superamento della prima fase, seconda classificata del gruppo 3 dietro alla Finlandia, e dove il 16 ottobre 2013 segna la sua seconda rete del torneo, quella del definitivo 3-1 sulle avversarie della Svizzera. Tuttavia le olandesi non riscendo a classificarsi al primo posto del gruppo 6 non riescono ad accedere alla fase finale.
L'anno successivo il tecnico Andre Koolhof, al quale è affidata la formazione Under-19 che ha conquistato l'accesso all'Europeo U19 di Norvegia 2014, la inserisce in rosa nella squadra che disputa la fase finale. Folkertsma debutta il 15 luglio 2014, nell'incontro pareggiato 0-0 con la Norvegia, sostituita al 70' da Laura Strik. Quella fu l'unica occasione dove scese in campo durante il torneo che corona la sua squadra campione d'Europa per la prima volta nella storia del calcio femminile olandese. Koolhof le rinnova la fiducia anche per la sessione di qualificazione all'Europeo di Israele 2015 e dove Folkertsma contribuisce con due reti il superamento della prima fase, primo posto nel gruppo 5, e una terza nella fase élite dove però i Paesi Bassi, classificandosi secondi dietro la Danimarca nel gruppo 6, sono eliminati.
Il CT Jessica Torny, che rileva Koolhof sulla panchina dell'Under-19, la convoca per le qualificazioni all'Europeo di Slovacchia 2016, impiegandola in due incontri della prima fase e nei tre rimanenti della fase élite, 11 reti complessive tra le quali la tripletta in Paesi Bassi Cipro 9-0, la quadripletta in Paesi Bassi Rep. Ceca 7-2 e in quella del 10 aprile 2016 che al 90'+3 fissa sull'1-1 il risultato con la Finlandia assicurando così il passaggio della squadra alla fase finale. Gioca infine tutti i quattro incontri disputati dalla sua nazionale fino alla semifinale persa 4-3 con la Spagna, mettendo a segno una rete in ognuna delle tre partite della fase a gironi.
Sempre nel 2016 arriva la sua convocazione nella nazionale maggiore, impiegata per la prima volta dallo staff tecnico composto da Arjan van der Laan e Sarina Glotzbach-Wiegman nell'amichevole giocata allo stadio Re Willem II di Tilburg il 29 novembre 2016 e perso 1-0 con le avversarie dell'Inghilterra, incontro preparatorio all'Europeo casalingo 2017, in quell'occasione rilevando al 73' Lineth Beerensteyn. Wiegman, alla quale è ufficialmente affidata la nazionale nel torneo dei Paesi Bassi, la inserisce nella lista definitiva delle giocatrici annunciata il 14 giugno 2017.

## Palmarès

### Club
- Campionato olandese: 2

Ajax: 2017-2018
Twente: 2020-2021
- Coppa dei Paesi Bassi: 1

Ajax: 2017-2018

### Nazionale
- Campionato d'Europa: 1

Paesi Bassi 2017
- Campionato d'Europa under 19: 1

Norvegia 2014